# Tomosvaryella limpidipennis
Tomosvaryella limpidipennis är en tvåvingeart som först beskrevs av Enrico Adelelmo Brunetti 1912.  Tomosvaryella limpidipennis ingår i släktet Tomosvaryella och familjen ögonflugor. Inga underarter finns listade i Catalogue of Life.